# Luísa Sonza
Luísa Gerloff Sonza (Tuparendi, Río Grande del Sur; 18 de julio de 1998) es una cantante, compositora y empresaria brasileña. Inició su carrera artística desde la infancia, a los 7 años de edad, como vocalista de la banda Sol Maior, un grupo local de su ciudad natal. 
En 2017, a los 19 años, comenzó su carrera como solista tras ganar notoriedad en internet publicando videos de covers musicales. Ese mismo año firmó contrato con la discográfica Universal Music Brasil.
En 2019, Luísa lanzó la canción "Braba", que se convirtió en uno de sus mayores éxitos comerciales, alcanzando el primer lugar en las listas de Spotify Brasil. El sencillo consolidó su imagen como una de las principales figuras del pop contemporáneo brasileño.
Su segundo álbum de estudio, Doce 22, lanzado en 2021, debutó con todas sus canciones entre las más escuchadas de Spotify Brasil. El trabajo fue ampliamente elogiado por la crítica y el público, y le valió una nominación al Grammy Latino.
En 2023, Sonza lanzó Escândalo Íntimo, su tercer álbum de estudio, que batió récords al registrar más de 15 millones de reproducciones en las primeras 24 horas, convirtiéndose en el debut nacional más grande en la historia de Spotify Brasil hasta ese momento. El disco también logró el tercer mayor debut de un álbum femenino en América Latina. El proyecto incluye colaboraciones con artistas nacionales e internacionales, como Demi Lovato en "Penhasco2", Tokischa y TROYBOI en "La Muerte", y Caetano Veloso en "You Don’t Know Me". La canción "Chico" alcanzó el top 30 de Spotify Global y fue uno de los grandes destaques del álbum, junto con otros tres sencillos que alcanzaron el primer lugar en Brasil. La obra recibió dos nominaciones al Grammy.
En 2025, Luísa Sonza intensificó su presencia internacional con el lanzamiento de "Bunda", una colaboración con la cantante argentina Emilia Mernes, que alcanzó el primer lugar en los rankings de Argentina. La canción, lanzada el 20 de febrero de 2025, mezcla elementos de funk carioca, reguetón y electropop latino, y vino acompañada de un videoclip vibrante grabado en Río de Janeiro.
Ese mismo año, el 9 de enero de 2025, Luísa lanzó "Itamambuca" junto al rapero argentino Paulo Londra. La canción, que rinde homenaje a la playa de Itamambuca en el litoral de São Paulo, mezcla ritmos urbanos con funk carioca y celebra la conexión cultural entre Brasil y Argentina.
Anteriormente, en 2021, Luísa Sonza participó en el remix de la canción "Cry About It Later" de la cantante estadounidense Katy Perry, junto al DJ y productor brasileño Bruno Martini. La versión remixada, originalmente incluida en el álbum Smile de Perry, fue lanzada el 23 de abril de 2021.

## Carrera

### 2017 - presente:Pandora

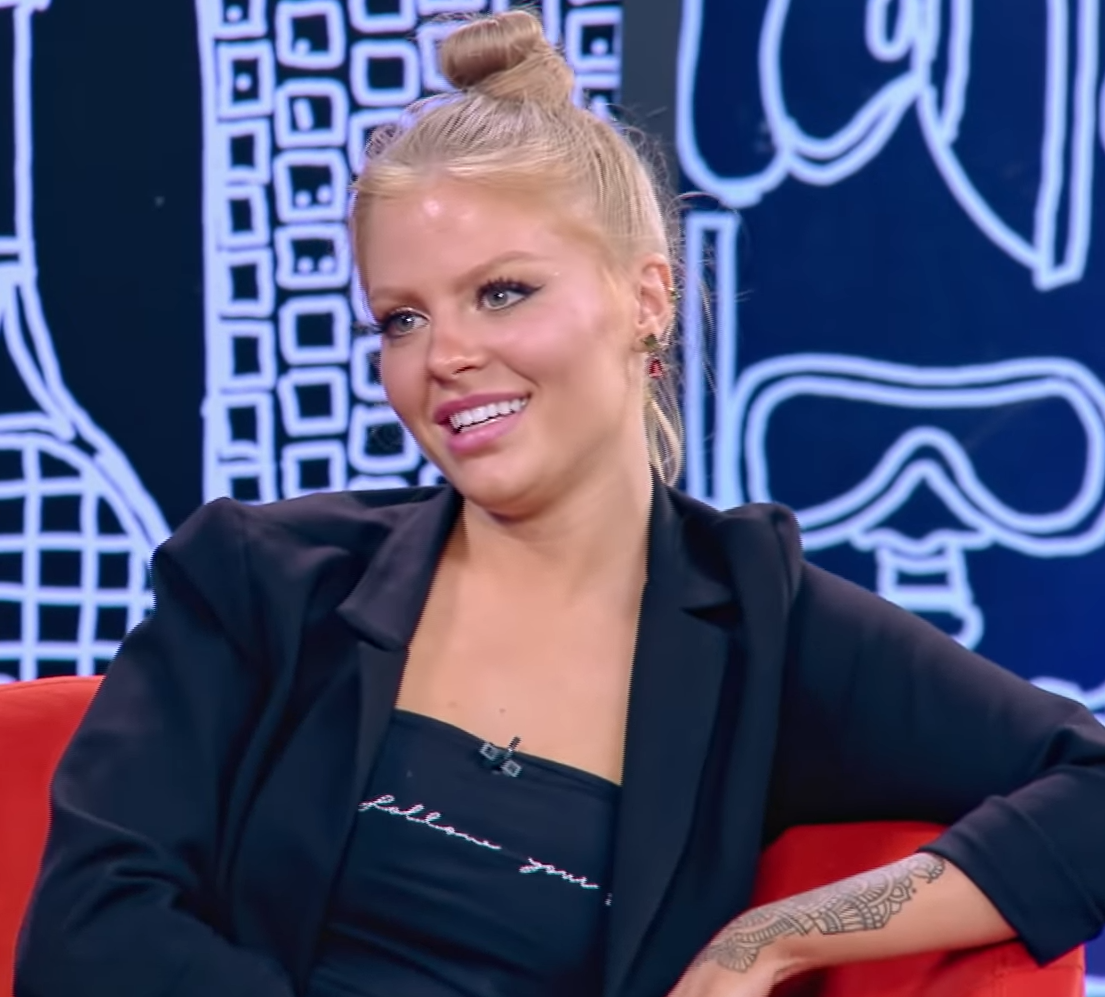
Sonza en 2019.

La cantante inició su carrera cantando en festivales y a los siete años fue contratada por la banda Sol Maior, realizando varios eventos hasta su adolescencia. En 2014, creó su propio canal de YouTube donde comenzó a publicar versiones de canciones de varios artistas, lo que hizo ganar popularidad en Internet, siendo llamado por el público "Reina del protector", llegando a hacer 24 espectáculos para aproximadamente 40 mil personas. En mayo de 2017, Sonza firmó un contrato con Universal Music y lanzó su primera canción, titulada "Good Vibes". En julio, Sonza lanzó su segundo sencillo, titulado "Olhos Castanhos", la canción de Luísa en honor a su esposo Whindersson Nunes. En octubre se estrenó su primera obra larga homónima, que contiene el tema "Não Preciso de Você Pra Nada", con la participación del cantante Luan Santana.
En enero de 2018, Luísa lanzó el sencillo "Rebolar", canción que forma parte de su primer EP. El videoclip de "Rebolar" ocupó el primer lugar en las tendencias de YouTube Brasil. En junio, Luísa hizo una aparición especial en un episodio de la serie Dra. Darci interpretando a Julinha. En julio, Luísa lanzó el sencillo "Devagarinho", su primera canción en ingresar al top 50 de Spotify Brasil. En octubre fue invitada por el autor Aguinaldo Silva para grabar la canción "Nunca Foi Sorte", escrita por él para la banda sonora de la telenovela de los nueve O Sétimo Guardião y hacer una participación especial como ella misma en la trama. En diciembre, lanzó la canción como single. En noviembre, lanzó el sencillo "Boa Menina". En febrero de 2019, Luísa lanzó una versión forró de "Boa Menina". En marzo de 2019, lanzó el sencillo "Pior Que Possa Imaginar". En junio de 2019, Louise lanzó su álbum debut Pandora, con los sencillos "Worst That Can Imagine", "Doing So" con la cantante Gaab y "Croup" con la cantante y drag queen Pabllo Vittar. En marzo de 2020, lanzó el sencillo titulado "Braba".

### 2020–2022:Doce 22
Sonza comenzó el año 2020 con una participación especial en la telenovela Amor de Mãe, donde interpretó a Mel. En marzo, lanzó el sencillo "Braba", que se convirtió en su primera canción en solitario en alcanzar el primer lugar en Spotify Brasil. Dos meses después, participó en la canción "Não Vai Embora" del cantante Dilsinho. Tres meses más tarde, Sonza formó parte del sencillo "Flores" del cantante Vitão. En julio, la artista lanzó el tema "Toma", en colaboración con el cantante MC Zaac. Entre octubre y diciembre de 2020, Sonza también fue artista invitada en los sencillos "Quebrar Seu Coração" de Lexa, "Século 21" de Léo Santana, "Friend de Semana" de Danna Paola y Aitana, "Câncer" de Xamã y "Quarto Andar" de As Baías. Aún en diciembre, la cantante lanzó el sencillo "Modo Turbo", con la participación de Pabllo Vittar y Anitta, que sirvió como primer sencillo de su segundo álbum de estudio Doce 22.
En febrero de 2021, lanzó la canción "Cansar Você" con Thiaguinho, y también participó en los sencillos "Ain’t Worried" de Bruno Martini, "Cry About It Later" de Katy Perry, "Tentação" de Carol Biazin y "Atenção" de Pedro Sampaio.
En junio de 2021, se anunció que, debido a los constantes ataques que recibía en redes sociales, Sonza se alejaría temporalmente del entorno digital, y por esta razón, el lanzamiento de su próximo álbum sería aplazado. Al mes siguiente, regresó a las redes sociales para anunciar el lanzamiento de su segundo álbum de estudio, Doce 22, que fue lanzado el 18 de julio, coincidiendo con su cumpleaños número 23. El disco fue un éxito comercial, superando los mil millones de reproducciones en plataformas digitales en siete meses, y fue certificado con disco de diamante por la PMB. Las canciones "VIP", en colaboración con el rapero estadounidense 6lack, y "Melhor Sozinha", fueron lanzadas como sencillos el mismo día del lanzamiento del álbum.
Tres sencillos más —"Fugitivos", en colaboración con el cantante Jão, "Anaconda", junto a Mariah Angeliq, y "Café da Manhã", con la cantante Ludmilla— fueron lanzados posteriormente, ya que no estaban disponibles en la fecha de estreno del disco. Además, la canción "Penhasco", a pesar de no haber sido lanzada oficialmente como sencillo, se convirtió en uno de los mayores éxitos del álbum. Para promocionar Doce 22, la artista condujo el programa Prazer, Luísa, transmitido por Multishow en cinco episodios a partir del 7 de agosto de 2021.
A principios de 2022, Sonza participó como artista invitada en el remix de la canción "Sentadona" del DJ Gabriel do Borel, que fue un éxito en varios países. También fue presentadora del reality show Queen Stars Brasil, producido por HBO Max, junto a Pabllo Vittar, y fue jurado invitada en el programa The Masked Singer Brasil. En junio, participó en el proyecto Lud Session de Ludmilla y en el sencillo "Hotel Caro" de Baco Exu do Blues.
Tras revelarse que Sonza no renovaría su contrato con Universal Music, se anunció posteriormente que había firmado con Sony Music Brasil, en un contrato estimado en 20 millones de dólares (alrededor de 100 millones de reales en ese momento), con el objetivo de impulsar su carrera internacional. Su primer lanzamiento con la nueva discográfica fue el sencillo "Cachorrinhas", publicado en julio, descrito como el cierre de una etapa y de una estética musical que venía utilizando desde el inicio de su carrera.
En agosto, participó en la canción "Coração Cigano" de Luan Santana, y al mes siguiente inició la gira O Conto dos Dois Mundos con una presentación en la novena edición del festival Rock in Rio. También formó parte de la 13.ª edición del proyecto Poesia Acústica. Sonza cerró el año 2022 con el lanzamiento de "Mama.cita (Hasta la Vista)", una colaboración con Xamã.

### 2023–presente:Escândalo Íntimo
A comienzos de 2023, Sonza apareció como artista invitada en las canciones "Deixa Eu Viver" de Mari Fernandez, "Posição de Ataque" de Papatinho y "Saudade" de Ferrugem. En abril del mismo año, Netflix Brasil anunció la grabación de una serie documental sobre Sonza, que mostrará su trayectoria y vida personal, en paralelo con los bastidores de su nuevo álbum, que aún no había sido anunciado en ese momento.
Su tercer álbum de estudio, titulado Escândalo Íntimo, fue lanzado en agosto de 2023. Tras su lanzamiento, el disco se convirtió en un éxito comercial, acumulando más de 15 millones de reproducciones en su primer día en Spotify Brasil, lo que lo convirtió en el mayor debut de un álbum de un artista brasileño en la plataforma. El proyecto generó los sencillos "Campo de Morango" y "Principalmente Me Sinto Arrasada", y contó con colaboraciones de artistas como Demi Lovato, Marina Sena, Duda Beat y Baco Exu do Blues.
Para promocionar Escândalo Íntimo, Sonza inició una gira que comenzó con su presentación en la primera edición del festival The Town, en São Paulo, el 3 de septiembre. Tres días después del show, se anunció la serie documental titulada Se Eu Fosse Luísa Sonza, programada para estrenarse el 13 de diciembre. Como parte de la promoción del álbum, también fue lanzado el sencillo "La Muerte", en colaboración con la rapera dominicana Tokischa, tras la salida del disco.
En enero de 2024, se reveló que la cantante recibiría el premio Global Force en la ceremonia Women in Music de la revista estadounidense Billboard, programada para el 6 de marzo, Día Internacional de la Mujer, en Los Ángeles, EE. UU. Sonza se convirtió en la primera brasileña homenajeada en este evento internacional.
Las cuatro canciones restantes de su álbum fueron lanzadas en conjunto el 28 de mayo. En respuesta a las inundaciones en el estado de Rio Grande do Sul, ella y el también cantante Pedro Sampaio organizaron un concierto benéfico titulado "Festival Salve o Sul" para ayudar a las familias afectadas. Solo con la venta de entradas se recaudaron 8,2 millones de reales.
En agosto, se anunció que Sonza fue confirmada como una de las invitadas al evento Billboard K Power 100 de la revista Billboard Korea, representando a Brasil. Una versión deluxe de su álbum Escândalo Íntimo fue lanzada en septiembre.

## Vida personal
Nacida y criada en Tuparendi dentro de una familia de gauchos, es hija de los agricultores Cezar Luiz Sonza y Eliane Gerloff. Ella tiene ascendencia italiana y alemana. En febrero de 2016 cursó un semestre de derecho en la Universidad Franciscana, abandonando los estudios universitarios para invertir en su carrera artística.
En marzo de 2016, el youtuber Whindersson Nunes le llevó una serenata del cantante Tiago Iorc. En marzo de 2017, ambos se comprometieron. En febrero de 2018 se casaron en una ceremonia civil y religiosa, comenzando a firmar el apellido Nunes. La ceremonia de la boda religiosa se realizó para 350 invitados, en la "Capela dos Milagres", ubicada en la Ruta Ecológica de los Milagros, en la ciudad de São Miguel dos Milagres, en Alagoas. En entrevistas, la cantante dijo que no pretende tener hijos biológicos, sino adoptivos. La pareja vivía en una mansión en São Paulo, hasta que anunciaron el fin de su matrimonio en abril de 2020.
Sonza es abiertamente bisexual.

## Estilo musical
La música de Luísa se caracteriza por ser pop, pero la cantante agrega algunos elementos para darle identidad a su sonido, como los ritmos étnicos en los sencillos "Devagarinho", "Pior Que Possa Imaginar" y "Fazer Assim", haciendo del pop árabe, su primer álbum se basó en la leyenda de la caja de Pandora. La cantante también es conocida por escribir gran parte de su trabajo, como la balada folclórica "Olhos Castanhos" que compuso para su esposo, y la canción soul "Eliane" que fue creada para su madre.

## Discografía

### Álbumes de estudio
| Título           | Detalles | Posiciones en Listas | Certificaciones |
| Título           | Detalles | IRE                  | Certificaciones |
| ---------------- | --- | -------------------- | --------------- |
| Pandora          | - Lanzamiento: 14 de junio de 2019 - Discográfica: Universal Music - Formatos: CD, descarga digital, streaming | —                    | - PMB: Platino  |
| Doce 22          | - Lanzamiento: 18 de julio de 2021 - Discográfica: Universal - Formatos: CD, Descarga digital, streaming       | —                    | - PMB: Diamante |
| Escândalo Íntimo | - Lanzamiento: 29 de agosto de 2023 - Discográfica: Sony - Formatos: CD, descarga digital, streaming           | 78                   |                 |

## Sencillos

### Como artista Principal
| Título                                                                      | Año  | Posiciones en Listas | Posiciones en Listas | Certificaciones                      | Álbum            |
| Título                                                                      | Año  | BRA                  | POR                  | Certificaciones                      | Álbum            |
| --------------------------------------------------------------------------- | ---- | -------------------- | -------------------- | ------------------------------------ | ---------------- |
| "Good Vibes"                                                                | 2017 | —                    | —                    |                                      | Luísa Sonza      |
| "Olhos Castanhos"                                                           | 2017 | —                    | —                    | - PMB: Platino                       | Luísa Sonza      |
| "Rebolar"                                                                   | 2018 | —                    | —                    | - PMB: Oro                           | Luísa Sonza      |
| "Não Preciso de Você Pra Nada" (con Luan Santana)                           | 2018 | —                    | —                    | - PMB: Oro                           | Luísa Sonza      |
| "Devagarinho"                                                               | 2018 | —                    | —                    | - PMB: Diamante - AFP: Oro           | Sin álbum        |
| "Nunca Foi Sorte"                                                           | 2018 | —                    | —                    |                                      | Sin álbum        |
| "Boa Menina"                                                                | 2018 | —                    | —                    | - PMB: Diamante                      | Sin álbum        |
| "Pior Que Possa Imaginar"                                                   | 2019 | 83                   | —                    | - PMB: 2× Platino                    | Pandora          |
| "Fazendo Assim" (con Gaab)                                                  | 2019 | —                    | —                    | - PMB: Platino                       | Pandora          |
| "Bomba Relógio" (con Vitão)                                                 | 2019 | 84                   | —                    | - PMB: Diamante                      | Pandora          |
| "Garupa" (con Pabllo Vittar)                                                | 2019 | —                    | —                    | - PMB: Diamante                      | Pandora          |
| "Combatchy" (con Anitta, Lexa & MC Rebecca)                                 | 2019 | —                    | 25                   | - PMB: 2× Diamante - AFP: 2× Platino | Sin álbum        |
| "Não Vou Mais Parar"                                                        | 2019 | —                    | —                    |                                      | Pandora          |
| "Braba"                                                                     | 2020 | 66                   | 63                   | - PMB: 3× Diamante - AFP: Platino    | Sin álbum        |
| "Não Vai Embora" (con Dilsinho)                                             | 2020 | 83                   | —                    |                                      | Sin álbum        |
| "Flores" (con Vitão)                                                        | 2020 | —                    | —                    | - PMB: 2× Diamante - AFP: Platino    | Sin álbum        |
| "Toma" (con MC Zaac)                                                        | 2020 | —                    | 175                  | - PMB: Diamante                      | Sin álbum        |
| "Modo Turbo" (con Pabllo Vittar & Anitta)                                   | 2020 | —                    | 7                    | - PMB: 3× Diamante - AFP: Platino    | Doce 22          |
| "Cansar Você" (con Thiaguinho)                                              | 2021 | 17                   | —                    | - PMB: Platino                       | Sin álbum        |
| "V.I.P" (con 6lack)                                                         | 2021 | —                    | 115                  | - PMB: 2× Platino                    | Doce 22          |
| "Melhor Sozinha" (solo o con Marília Mendonça)                              | 2021 | —                    | 187                  | - PMB: 3× Platino                    | Doce 22          |
| "Penhasco"                                                                  | 2021 | 29                   | 58                   | - PMB: Diamante                      | Doce 22          |
| "Fugitivos" (con Jão)                                                       | 2021 | —                    | —                    |                                      | Doce 22          |
| "Anaconda" (con Mariah Angeliq)                                             | 2021 | —                    | 79                   | - PMB: Diamante                      | Doce 22          |
| "Café da Manhã" (con Ludmilla)                                              | 2022 | —                    | 37                   |                                      | Doce 22          |
| "Sentadona (Remix) s2" (con Davi Kneip, MC Frog & DJ Gabriel do Borel)      | 2022 | —                    | —                    |                                      | Sin álbum        |
| "Cachorrinhas"                                                              | 2022 | —                    | 10                   | - AFP: Oro                           | Sin álbum        |
| "Mama.cita (Hasta La Vista)" (con Xamã o remix con Karol Conká)             | 2022 | —                    | 35                   | - AFP: Oro                           | Sin álbum        |
| "Campo de Morango"                                                          | 2023 | —                    | 62                   |                                      | Escândalo Íntimo |
| "Principalmente Me Sinto Arrasada"                                          | 2023 | —                    | 136                  |                                      | Escândalo Íntimo |
| "Penhasco2" (con Demi Lovato)                                               | 2023 | —                    | 149                  |                                      | Escândalo Íntimo |
| "—" denota que el sencillo no se lanzó o no se posicionó en ese territorio. |      |                      |                      |                                      |                  |

### Como artista Invitada
| Título | Año  | Posiciones en Listas | Posiciones en Listas | Posiciones en Listas | Certificaciones    | Álbum                               |
| Título | Año  | BRA                  | MEX                  | POR                  | Certificaciones    | Álbum                               |
| --- | ---- | -------------------- | -------------------- | -------------------- | ------------------ | ----------------------------------- |
| "Tudo de Bom" (PK con Luísa Sonza) | 2019 | 61                   | —                    | —                    |                    | Sin álbum                           |
| "Cavalgada" (Heavy Baile con Luísa Sonza) | 2019 | —                    | —                    | —                    |                    | Sin álbum                           |
| "The Weekend (PrettyMuch con Luísa Sonza) | 2019 | —                    | —                    | —                    |                    | INTL:EP                             |
| "Joga Pra Mim" (Rennan da Penha & 3030 con Luísa Sonza)                                                                                            | 2020 | —                    | —                    | —                    |                    | Segue o Baile (Ao Vivo)             |
| "Cancêr" (Xamã con Luísa Sonza) | 2020 | —                    | —                    | —                    |                    | Zodíaco                             |
| "Século 21" (Léo Santana con Luísa Sonza) | 2020 | —                    | —                    | —                    | - PMB: 3× Platino  | Paredão do Gigante                  |
| "Quebrar Seu Coração" (Lexa con Luísa Sonza) | 2020 | —                    | —                    | —                    |                    | Lexa                                |
| "Friend de Semana" (Danna Paola con Luísa Sonza & Aitana)                                                                                          | 2020 | —                    | 16                   | —                    |                    | K.O.                                |
| "Anjo" (Kelly Key con Luísa Sonza) | 2020 | —                    | —                    | —                    |                    | Do Jeito Delas                      |
| "Cry About It Later" (con Katy Perry & Bruno Martini)                                                                                              | 2021 | —                    | —                    | —                    |                    | Sin álbum                           |
| "Atenção" (Pedro Sampaio con Luísa Sonza) | 2021 | —                    | —                    | 40                   | - AFP: Platino     | Chama Meu Nome                      |
| "Quarto Andar" (As Baías con Luísa Sonza) | 2021 | —                    | —                    | —                    |                    | Drama Latino                        |
| "Tentação" (Carol Biazin con Luísa Sonza) | 2021 | —                    | —                    | —                    | - PMB: Platino     | Beijo de Judas                      |
| "Ain't Worried" (Bruno Martini con Luísa Sonza & Diarra Sylla)                                                                                     | 2021 | —                    | —                    | —                    |                    | Original                            |
| "Hotel Caro" (Baco Exu do Blues con Luísa Sonza)                                                                                                   | 2022 | 10                   | —                    | 103                  |                    | Sin álbum                           |
| "Coração Cigano" (Luan Santana con Luísa Sonza) | 2022 | 8                    | —                    | 12                   | - AFP: Platino     | Luan City (Ao Vivo)                 |
| "Poesia Acústica 13" (Pineapple StormTv con Chris MC, Salve Malak, Tz da Coronel, MC Cabelinho, Chefin, L7NNON, Luísa Sonza, Oruam, Xamã, N.I.N.A) | 2022 | —                    | —                    | —                    | - PMB: 2× Diamante | Sin álbum                           |
| "Deixa Eu Viver" (Mari Fernandez con Luísa Sonza)                                                                                                  | 2023 | 76                   | —                    | —                    |                    | Mari Fernandez Ao Vivo em São Paulo |
| "Posição de Ataque" (Papatinho con Luísa Sonza & DJ Gabriel do Furduncinho)                                                                        | 2023 | —                    | —                    | —                    |                    | Baile do Papato                     |

## Otras canciones en Listas
| Título                   | Año  | Posiciones en Listas | Posiciones en Listas | Posiciones en Listas | Certificaciones   | Álbum            |
| Título                   | Año  | BRA Bill.            | POR                  | WW                   | Certificaciones   | Álbum            |
| ------------------------ | ---- | -------------------- | -------------------- | -------------------- | ----------------- | ---------------- |
| "Interesseira"           | 2021 | —                    | 155                  | —                    | - PMB: 2x Platino | Doce 22          |
| "A Dona Aranha"          | 2023 | 13                   | —                    | —                    |                   | Escândalo Íntimo |
| "Carnificina"            | 2023 | 43                   | —                    | —                    |                   | Escândalo Íntimo |
| "Chico"                  | 2023 | 1                    | —                    | 163                  |                   | Escândalo Íntimo |
| "Escândalo Íntimo"       | 2023 | 88                   | —                    | —                    |                   | Escândalo Íntimo |
| "Iguaria"                | 2023 | 46                   | —                    | —                    |                   | Escândalo Íntimo |
| "Lança Menina"           | 2023 | 66                   | —                    | —                    |                   | Escândalo Íntimo |
| "Luísa Manequim"         | 2023 | 49                   | —                    | —                    |                   | Escândalo Íntimo |
| "Onde é que deu Errado?" | 2023 | 57                   | —                    | —                    |                   | Escândalo Íntimo |
| "Outra Vez"              | 2023 | 71                   | —                    | —                    |                   | Escândalo Íntimo |
| "Romance em Cena"        | 2023 | 55                   | —                    | —                    |                   | Escândalo Íntimo |
| "Surreal"                | 2023 | 27                   | —                    | —                    |                   | Escândalo Íntimo |

## Filmografía
Televisión
| Año  | Título             | Personaje    | Los grados                              |
| ---- | ------------------ | ------------ | --------------------------------------- |
| 2018 | Dra. Darci         | Julinha      | Episodio: "Menina Gênio"                |
| 2019 | Os Roni            | Rosinha      | Episodio: "O Show Tem Que Continuar"    |
| 2019 | Dança dos Famosos  | Partícipe    | Temporada 16                            |
| 2020 | Amor de Mãe        | Mel          | Episodios: "29 de enero - 1 de febrero" |
| 2022 | Queen Stars Brasil | Presentadora | [ 82 ]                                  |

Videos musicales
| Año  | Canción                 | Artista                        | Árbitro. |
| ---- | ----------------------- | ------------------------------ | -------- |
| 2018 | "Feliz paga única"      | Simone y Simaria, Alok         | [ 83 ]   |
| 2019 | " Mi Persona Favorita " | Alejandro Sanz, Camila Cabello | [ 84 ]   |
| 2020 | "Contigo"               | Danna Paola                    | [ 85 ]   |
| 2021 | "Ni Una Más"            | Aitana                         | [ 86 ]   |

## Premios y nominaciones
| Año  | Prima                                | Categoría                | Recomendación | Resultado | Árbitro. |
| ---- | ------------------------------------ | ------------------------ | ------------- | --------- | -------- |
| 2017 | Premio Multishow de Música Brasileña | Mejor portada web        | Luisa sonza   | Ganadora  | [ 87 ]   |
| 2017 | Meus Prêmios Nick                    | Canal de música favorito | Luisa sonza   | Nominada  | [ 88 ]   |